# Neanthes unifasciata
Neanthes unifasciata är en ringmaskart som först beskrevs av Willey 1905.  Neanthes unifasciata ingår i släktet Neanthes och familjen Nereididae. Inga underarter finns listade i Catalogue of Life.